# تيم هوغلاند
تيم هوغلاند (بالألمانية: Tim Hoogland)‏ (مواليد 11 يونيو 1985 في مارل - ألمانيا الغربية) لاعب كرة قدم ألماني يلعب حاليا لصالح نادي الدرجة الأولى شتوتغارت الألماني منذ 2012 في مركز الظهير الأيمن كما يجيد اللعب في مركز الوسط الأيمن .

## روابط خارجية
- تيم هوغلاند على موقع قاعدة بيانات كرة القدم.إي يو (الإنجليزية)
- تيم هوغلاند على موقع بيانات كرة القدم. دي إي (الألمانية)
- تيم هوغلاند على موقع Soccerbase.com (لاعب) (الإنجليزية)
- تيم هوغلاند على موقع Soccerway.com (الإنجليزية)
- تيم هوغلاند على موقع عالم كرة القدم.نت (الإنجليزية)
- تيم هوغلاند على موقع كووورة
- تيم هوغلاند على موقع AS.com (الإسبانية)